# Legacy, notre héritage
Série
Home
(2009)
Pour plus de détails, voir Fiche technique et Distribution.
Legacy, notre héritage est un film documentaire sorti en 2021, réalisé par Yann Arthus-Bertrand et écrit par Franck Courchamp et Yann Arthus-Bertrand.

## Thème du documentaire
Dix ans après le film Home, Yann Arthus-Bertrand revient sur sa vie et cinquante ans de carrière, tout en racontant l'histoire de l'homme et de la nature. Il dévoile une planète plus que jamais en souffrance, une humanité déboussolée, se mentant à elle-même depuis des décennies, incapable de prendre au sérieux la menace qui pèse sur elle et sur tous les êtres vivants. Aujourd'hui, nul ne peut plus ignorer la catastrophe écologique en cours. L'Homme, en voulant transformer, dominer et détourner l'énergie, cette source incroyable de progrès, a déséquilibré l'ordre naturel des choses. Le déni n'est plus une option. C'est notre survie sur Terre qui est en jeu et nous en sommes tous responsables.

## Critiques
Télé Poche : 2/3, « Un documentaire choc » téléciné :4.4/5